# Tania Pariona
Tania Edith Pariona Tarqui (Cayara, Ayacucho, 1984) es una política y trabajadora social peruana, lideresa quechua, especialista y activista por los derechos humanos, sobre todo de los indígenas, jóvenes y de las mujeres. Fue una de las fundadoras de la ONAMIAP y es, desde 2025, la secretaria ejecutiva de la Coordinadora Nacional de Derechos Humanos (CNDDHH).

## Biografía
Tania Pariona creció en el tiempos convulsionados por el terrorismo de Sendero Luminoso en la ciudad de Huamanga, pero en su niñez fue muchas veces, a su comunidad natal de Cayara para ayudar a sus abuelos. Cuando tenía cuatro años, soldados del ejército peruano asesinaron a 39 personas en Cayara después de que Sendero Luminoso matase a cuatro soldados.
A los 10 años conoció la Red Ñuqanchik, una organización de adolescentes quechuas de Ayacucho vinculada con la asociación indígena Chirapaq. Colaboró también en el Movimiento Nacional de Niños y Adolescentes Trabajadores Organizados del Perú (MNNATSOP) y lo representó en octubre de 2002 ante la Comisión de infancia del Parlamento Italiano de Roma.
En la organización Chirapaq colaboró en varios proyectos de jóvenes y mujeres indígenas a nivel nacional e internacional. Participó también en un encuentro internacional de expertos en temas indígenas en la sede de la ONU en Nueva York.
Tania Pariona estudió trabajo social en la Universidad Nacional de San Cristóbal de Huamanga hasta 2009 y después desarrollo humano en la Pontificia Universidad Católica del Perú en Lima.
En 2010, fue una de las fundadoras de la ONAMIAP y en el año 2013 impulsó la Red de Organizaciones de Jóvenes Indígenas del Perú (REOJIP).

### Congresista de la República
En 2016 fue elegida en el departamento de Ayacucho para el Congreso de la República del Perú por el término desde 2016 hasta 2021 por el Frente Amplio por Justicia, Vida y Libertad. Asumiendo su cargo de congresista, juró el 22 de julio de 2016, "Por Cayara, Ayacucho y nuestros pueblos quechuas, aymaras y amazónicos. Por su dignidad y su buen vivir. Porque no tengamos terrorismo de ningún tipo, ni subversivo ni de Estado". Habitualmente viste con un traje tradicional de Ayacucho para mostrar su identidad quechua.
En su labor parlamentaria se ha dedicado a la defensa de los derechos de los pueblos indígenas y originarios frente a las empresas mineras, reivindicando el derecho a la consulta previa, el derecho humano al agua y reparaciones para las víctimas del conflicto armado, asimismo contra la impunidad de los autores de crímenes en esos tiempos, incluso las esterilizaciones forzosas bajo el gobierno de Alberto Fujimori.
Desde septiembre de 2017 forma parte de la bancada Nuevo Perú. El 15 de agosto de 2018 fue elegida presidenta de la Comisión Ordinaria Mujer y Familia del Congreso. Entre sus objetivos de trabajo en la comisión señaló la lucha contra la violencia hacia la mujer y el feminicidio además de la efectiva igualdad entre hombres y mujeres.
Tras la disolución del Congreso decretado por el presidente Martín Vizcarra su cargo congresal llegó a su fin el 30 de septiembre de 2019. En aquel año, renunció a Nuevo Perú debido a la alianza que había establecido dicha organización política con Vladimir Cerrón para las elecciones congresales extraordinarias del 2020.

### Postrimerías
Durante la crisis electoral del 2021, Pariona firmó, como parte del colectivo Rafael Rocangliolo, un comunicado junto a otras 400 personalidades como Salvador del Solar o Josefina Townsend, donde se pronunció en contra de las alegaciones de fraude en las elecciones de dicho año.
En febrero de 2025, fue elegida como nueva secretaria ejecutiva de la CNDDHH para el periodo 2025-2027.